# Андрей (футболист)
Андрей Нунес дос Сантос (на португалски: Andrey Nunes dos Santos) е бразилски футболист, който играе на поста дясно крило. Състезател на Фигейренсе.

## Кариера
На 24 януари 2021 г. Андрей подписва с емирския Хор Факан. Дебютира на 20 март при загубата с 2:1 като гост на Ал Итихад Калба.

## Успехи
Сампайо Кореа
- Маранензе (1): 2022